# Paul Raynal (1936)
Pour les articles homonymes, voir Raynal.
Pour l’article homonyme, voir Paul Raynal.
Paul Raynal, né en 1936, est un écrivain et poète français d'expression limousine.

## Biographie
Né le 7 août 1936 à Lyon, Paul Raynal mène une carrière de délégué médical,.
Dans les années 1990, il découvre la revue Limousi et décide d'étudier la langue et la culture de sa région. Inscrit au Félibrige en 1994, il fonde l'année suivante l'école Chabatz d'entrar, où il enseigne le dialecte limousin, et sous l'égide laquelle il publie la revue L'Amistat lemosina,. Il anime également des émissions de radio et des ateliers de conte. Il s'intéresse également au francoprovençal.
En 2007, il est élu majoral de la Félibrige, à la tête de la cigale de Clairac ou de l'Orb, précédemment détenue par René Llech-Walter.

## Ouvrages
- Paraulas lemosinas : subrevòl de la literatura lemosina d'Òc dempuei las originas trusc' anuech : nòtas de cors, Écully, Chabatz d'entrar, 2003 (SUDOC 075194112).
- Trad. de Maurice Genevoix, Lo Roman de Rainard, Chabatz d'entrar, 2004 (SUDOC 092856829).
- Trad. de Jean de La Fontaine, Quauquas faulas de Joan de La Font, Chabatz d'entrar, 2005 (SUDOC 11445552X).
- Sens rima mas pas sens rason, Chabatz d'entrar, 2006 (SUDOC 114447098).
- Laus de Renat Llech-Walter, Aix-en-Provence, Félibrige, 2008 (lire en ligne).
- Trad. d'Antoine de Saint-Exupéry, Lo Prinçonet, Neckarsteinach, Tintenfass, 2011 (SUDOC 157987213).
- Paul Raynal, un lyonnais au confluent de la. Provence et du Limousin, Chabatz d'entrar, 2017.